# Square de Berlin
Le square de Berlin est un espace vert du 8e arrondissement de Paris. 

## Situation et accès
Ce square est situé dans le quartier des Champs-Élysées (29e quartier administratif de Paris). 
On accède au square par l'avenue du Général-Eisenhower et l'avenue Franklin-D.-Roosevelt.
Il est desservi par les lignes 1 et 13 à la station Champs-Élysées - Clemenceau.

Carte des quatre quartiers administratifs du 8e arrondissement.
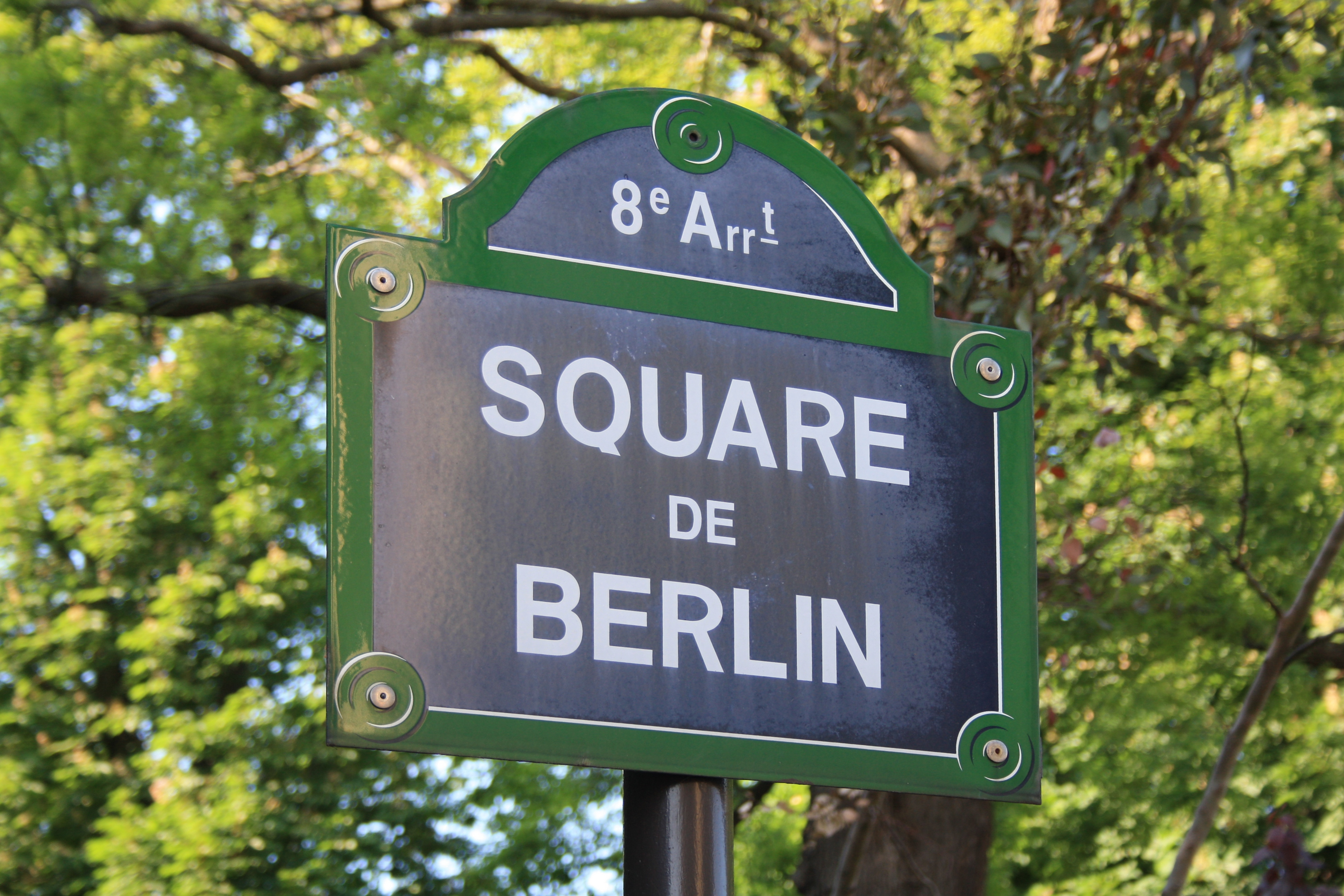
Plaque de rue du square de Berlin.

## Origine du nom
Ce square porte le nom de la capitale de l'Allemagne, Berlin, dont l’ambassade est proche, sise de l’autre côté de l’avenue Franklin-D.-Roosevelt (aux nos 13-15).

## Historique
Cet espace vert a été détaché des jardins des Champs-Élysées et a reçu le nom de « square de Berlin » (à l’occasion du sommet des maires du monde) le 17 mars 2000, en présence de Jean Tiberi, maire de Paris, et de son homologue berlinois Eberhard Diepgen. L’attribution du nom de ce square est venue compenser la dégermanisation passée de l’odonymie parisienne : une rue de Berlin a existé à Paris (située dans le quartier de l’Europe du 8e arrondissement et le quartier Saint-Georges du 9e arrondissement), rue que l’arrêté du 15 août 1914 (approuvé par le décret du 19 août 1914) a renommé « rue de Liège », ce qui a entraîné le changement du nom de la station de métro « Berlin » en « Liège ».

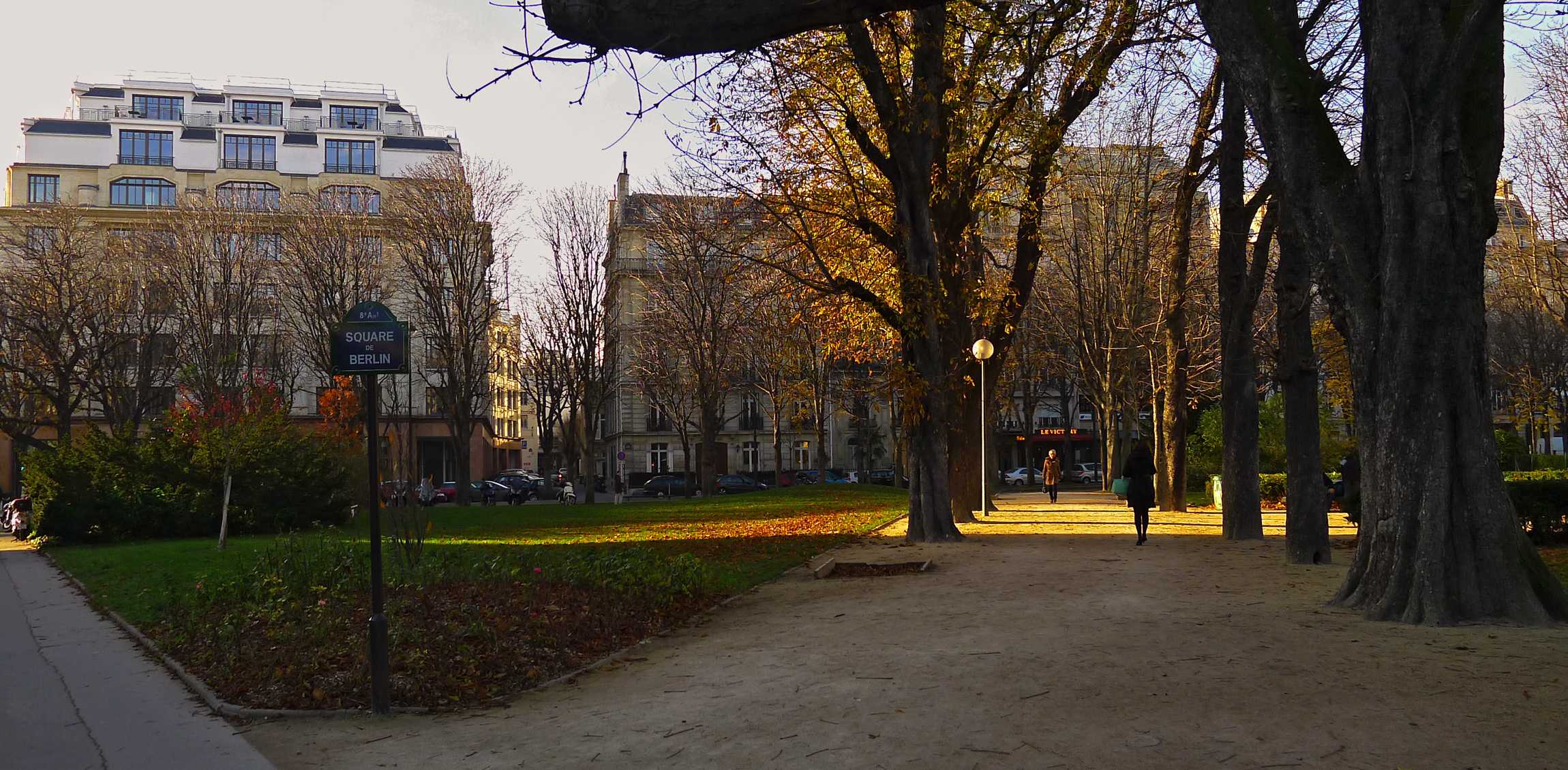
Vue générale depuis l'avenue du Général-Eisenhower.
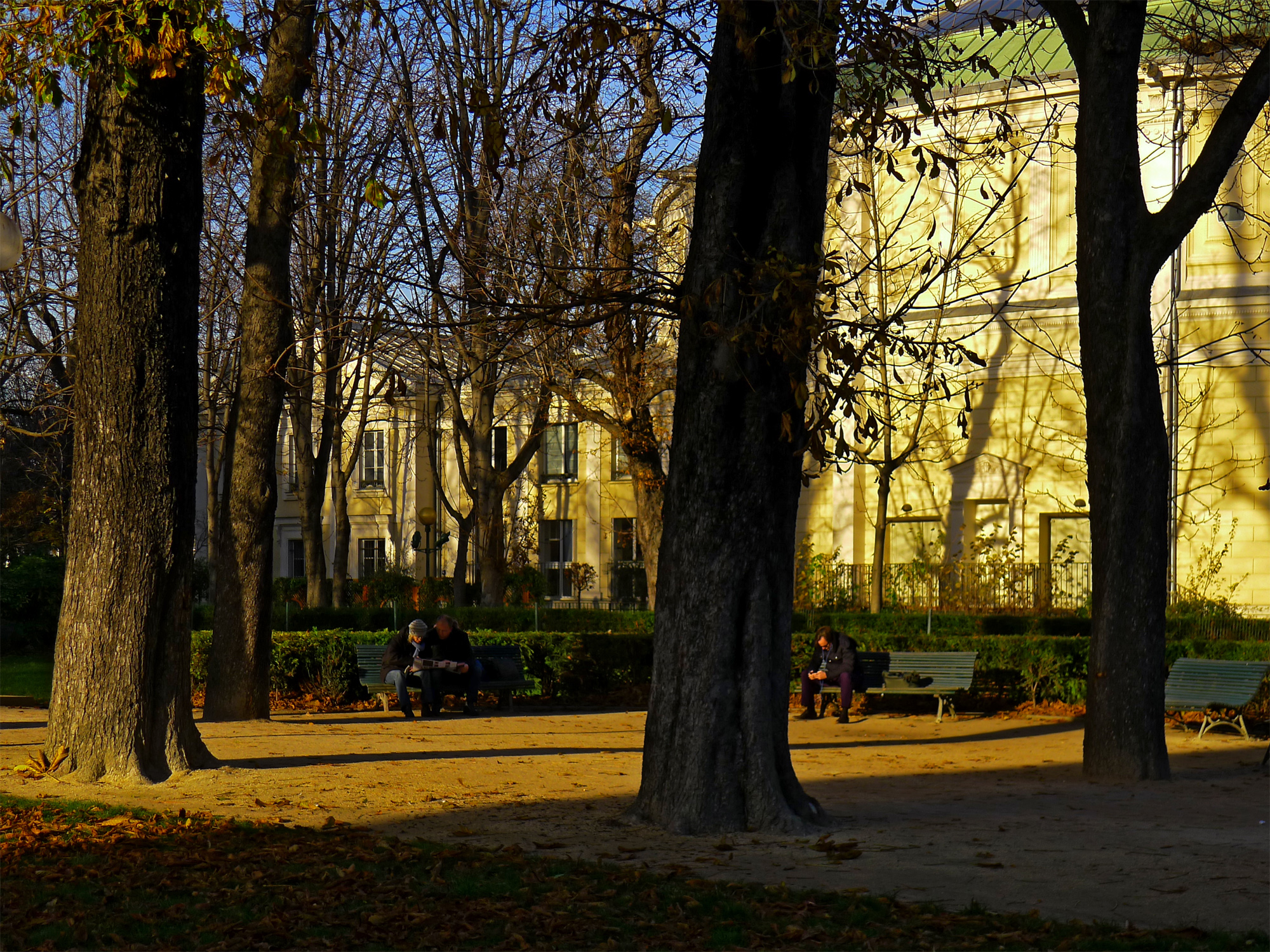
Le square avec en arrière-plan le théâtre du Rond-Point.
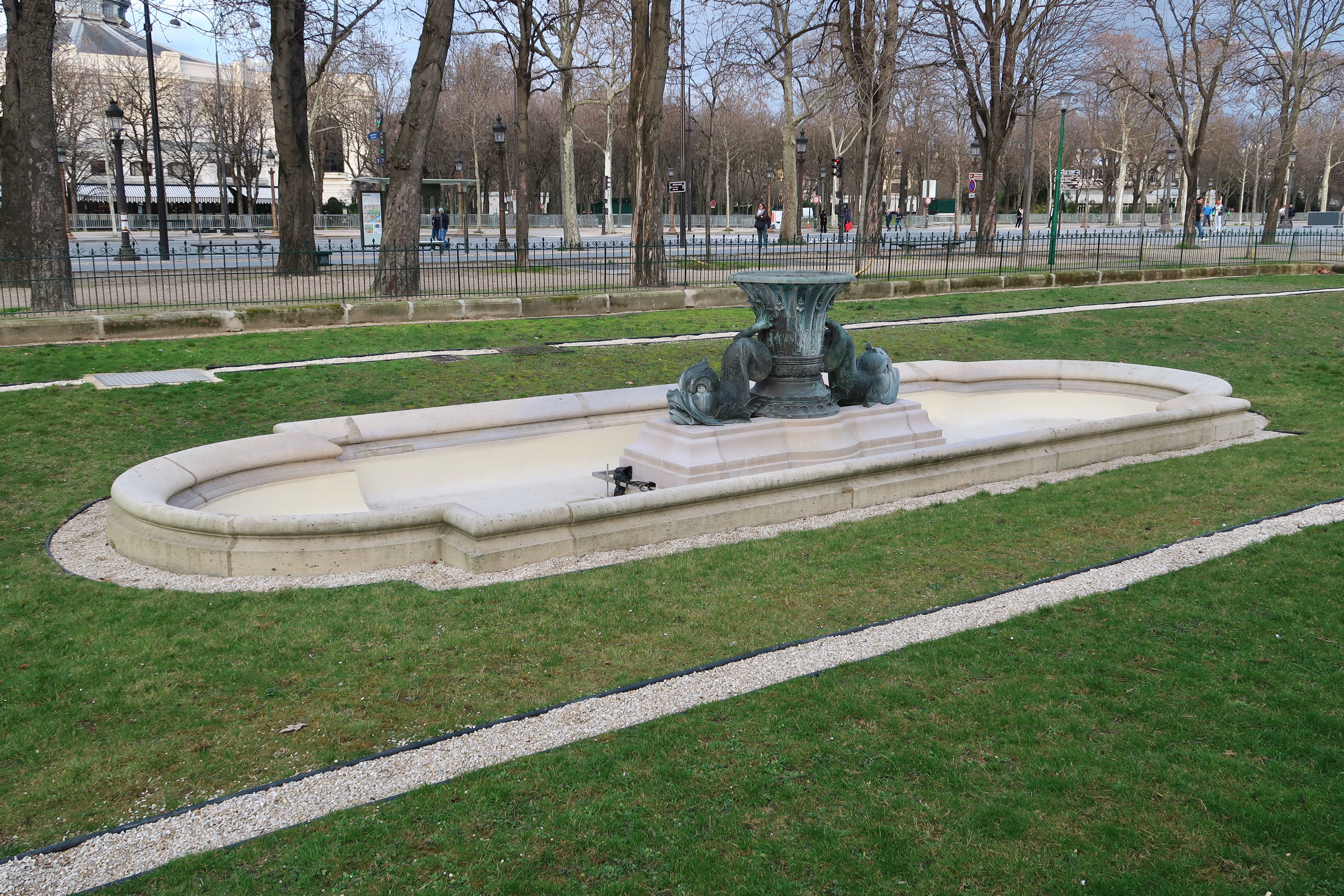
Fontaine.
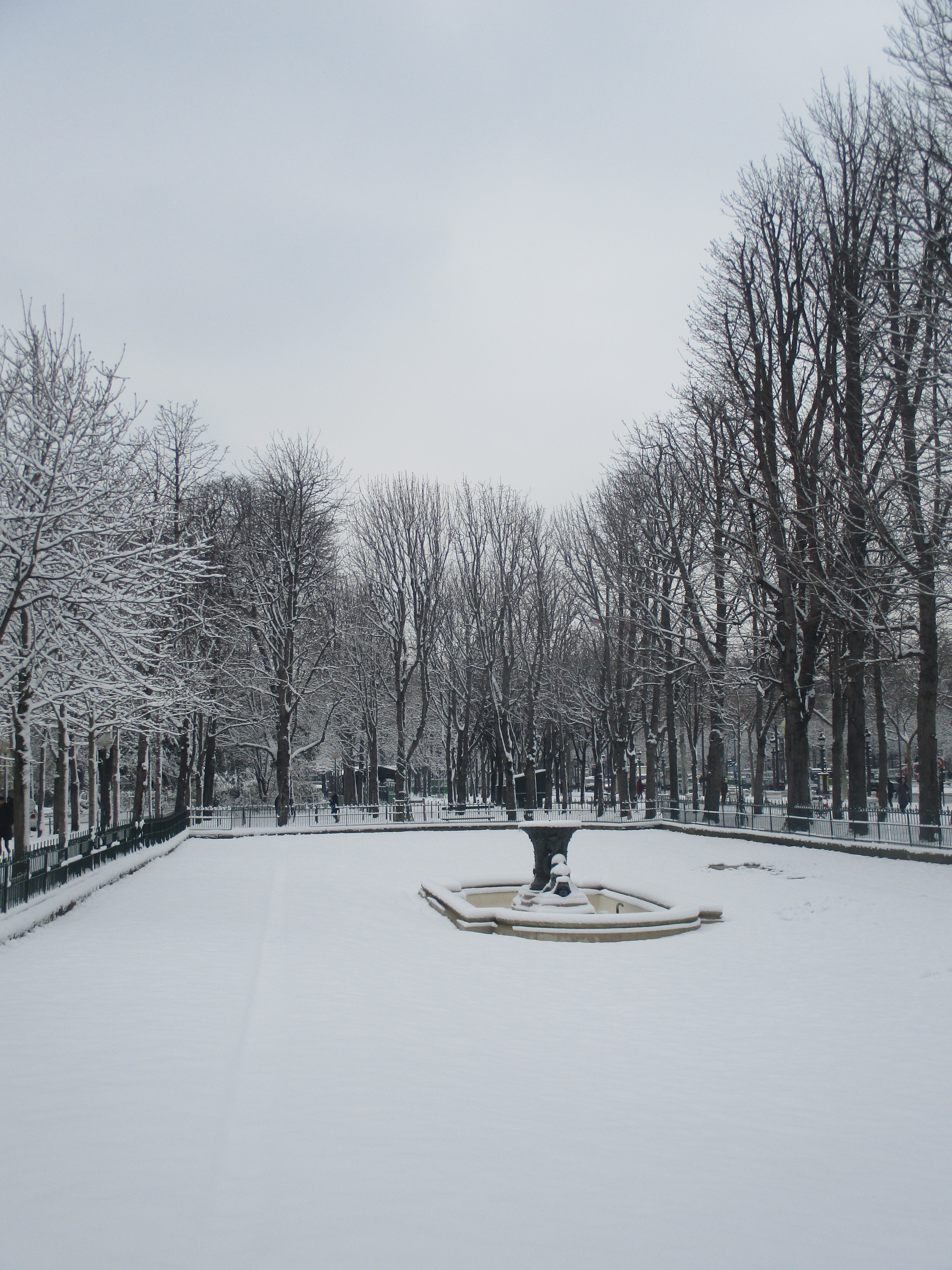
Sous la neige.

## Bâtiments remarquables et lieux de mémoire
Au centre du square se trouve un bassin, dont l'eau jaillissait à l'origine d'une gerbe de roseaux en fonte. Elle est remplacée au milieu des années 2010 par une paire de dauphins en bronze, œuvres de Joseph Bouvard et Jean-Baptiste Gravigny, qui ornaient depuis 1883 les fontaines de la place de la République, laquelle a été réaménagée.
À l'angle de l'avenue Franklin-D.-Roosevelt et de l’avenue du Général-Eisenhower se trouve un monument « en souvenir de la chute du mur de Berlin le 9 novembre 1989 ». Devant ce monument, une composition végétale représente un ours, emblème de Berlin figurant dans ses armes.

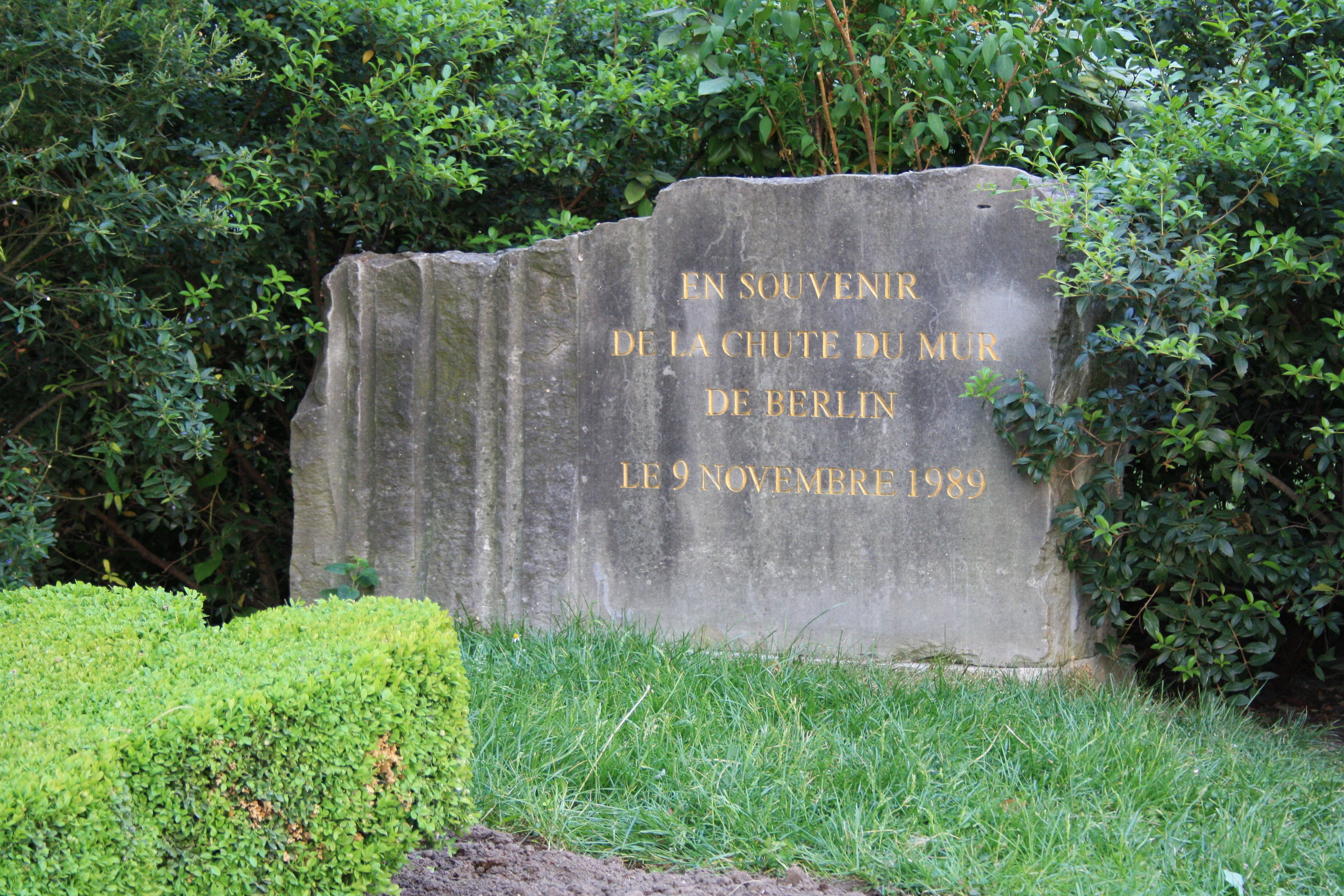
Le monument.
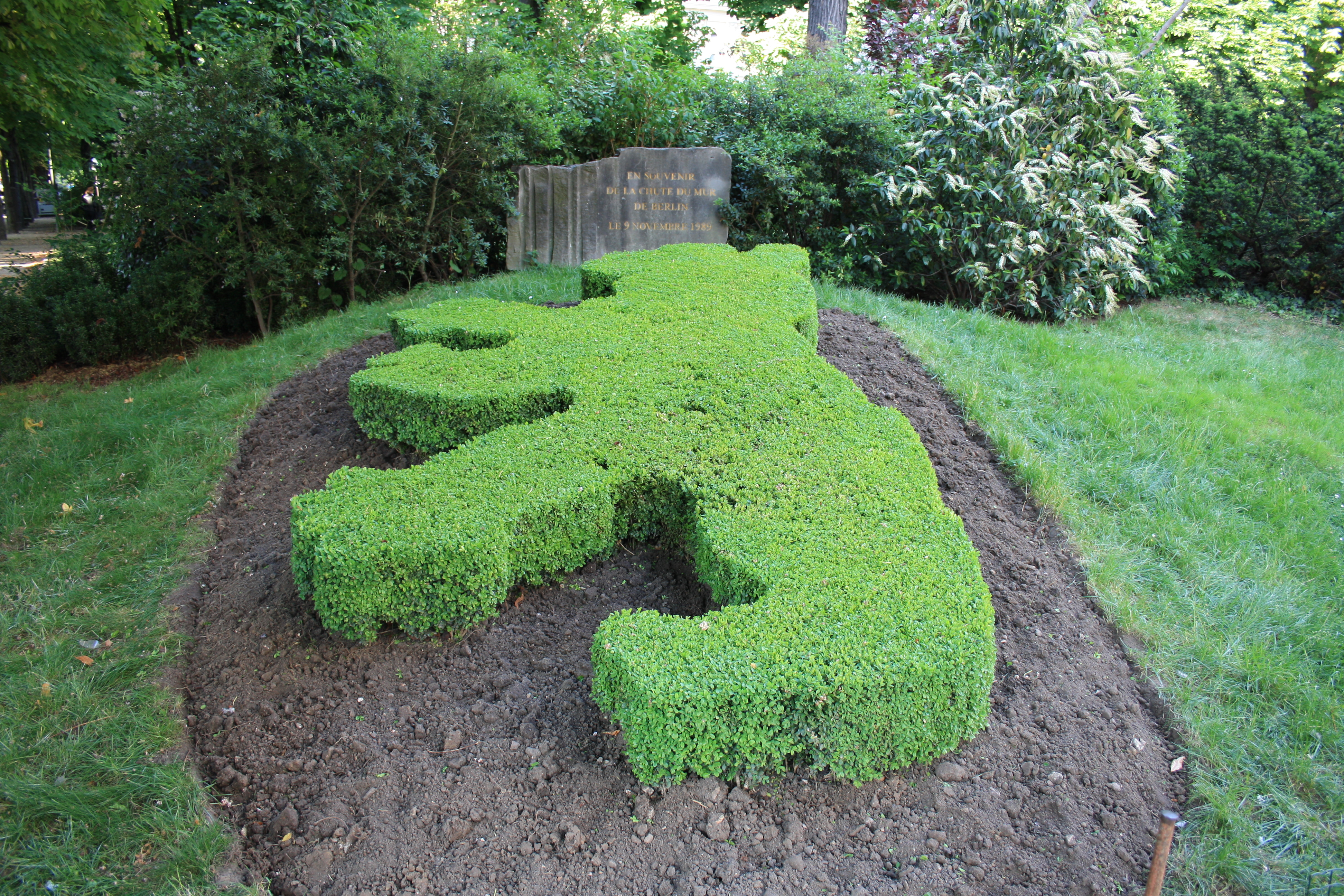
Composition végétale devant le monument.
Armes de Berlin.

Depuis 2007, une esplanade du 9-Novembre-1989 (15e arrondissement) — nom attribué au terre-plein central de la place de la Porte-de-Versailles — perpétue elle aussi le souvenir de la chute du mur : on y trouve un pan du mur.